# Jacek Woda
Jacek Woda (ur. 17 sierpnia 1965 w Warszawie) – polski szachista, syn Janusza Wody.

## Kariera szachowa
W latach 80. należał do ścisłej czołówki polskich juniorów. Zdobył trzy medale mistrzostw kraju: dwa złote (Katowice 1983 – do lat 20, Kielce 1988 – do lat 23) oraz srebrny (Chełmno 1980 – do lat 17). Trzykrotnie zdobył medale drużynowych mistrzostw Polski – złoty (1987) oraz dwa brązowe (1985, [1989) – wszystkie w barwach "Lecha" Poznań. W latach 1989 i 1990 dwukrotnie wystąpił w finałach mistrzostw kraju seniorów, w 1989 r. zajmując odpowiednio VII i XIV miejsce. W 1989 r. wystąpił w narodowym zespole na drużynowym turnieju krajów nordyckich w Aabybro, zdobywając brązowy medal. W 1991 r. zdobył w Poznaniu tytuł drużynowego wicemistrza Polski w szachach błyskawicznych.
Posiada tytuł mistrza FIDE, który otrzymał w 1989 roku.
Najwyższy ranking w karierze osiągnął 1 lipca 1985 r., z wynikiem 2410 punktów dzielił wówczas 9-11. miejsce wśród polskich szachistów. Od 1991 r. nie występuje w turniejach klasyfikowanych przez Międzynarodową Federację Szachową.